# Lecane schraederi
Lecane schraederi är en hjuldjursart som beskrevs av Wulfert 1966. Lecane schraederi ingår i släktet Lecane och familjen Lecanidae. Inga underarter finns listade i Catalogue of Life.